# ナンシー・オルソン
ナンシー・オルソン（Nancy Olson、1928年7月14日 - ）は、アメリカ合衆国の女優。

## 出演作品
- メーキング・ラブ
- エアポート'７５（アボット夫人）
- 雪だるま超特急
- フラバァ・デラックス
- うっかり博士の大発明 フラバァ
- ポリアンナ
- 愛欲と戦場
- 西部の掟
- ハワイの陰謀
- 太平洋の虎鮫
- 戦場の誓い
- 武装市街
- サンセット大通り（ベティ・シェーファー）
- カナダ平原